# Alfredo Sáenz Abad
Alfredo Sáenz Abad y Elguero (Getxo, 21 de novembre de 1942) és un empresari espanyol del sector bancari.

## Biografia
Va estudiar batxillerat en el Col·legi dels Jesuïtes a Indautxu, de Bilbao (1959). Es va llicenciar en Ciències Polítiques Econòmiques i Comercials (Econòmiques) amb el número u de la seva promoció, per la Universitat de Deusto, tenint com a professor a Pedro Toledo Ugarte (banquer, que juntament amb José Ángel Sánchez Asiaín, van negociar la fusió del Banc Bilbao amb el Banc Biscaia), i en Dret, per la Universitat de Valladolid (1965). Està casat en primeres nupcias amb Juana María Muñoz Prado i tenen quatre fills, María, Marta, Alfredo i Gonzalo. Va enviduar l'1 de febrer de 2004.

### Trajectòria Professional
Durant la seva carrera professional va exercir els càrrecs següents:
- Tubacex Inc, a Texas i Llatinoamèrica (1965 - 1980), primer com a director executiu i conseller i després com a president.[2]
- En Perfrisa, Companyia Asturiana de tubs i Persils de Fred, va ser conseller.
- Banc Bilbao Biscaia (1981 - 1993): Vicepresident 1º i Conseller Delegat (- 1993). A la defunció de Pedro de Toledo (copresident del BBV), va ser designat el desembre de 1989, pels veterans consellers per ocupar la vacant d'aquest. Plantejada discrepància per Sánchez Asiaín al Banc d'Espanya presidit per Mariano Rubio Jiménez, en solució salomónica, li va ser assignada la Vicepresidència 1º d'assumptes bancaris i financers (banca tradicional).
- Banca Catalana: El 18 de juny de 1983 es va incorporar al Consell d'Administració de Banca Catalana, intervinguda pel Banc d'Espanya i el fons de Garanties de Dipòsits, sent nomenat posteriorment Conseller Delegat (1983 - 1986).[3]
- 1988-1990 Conseller delegat del BBV.
- Banca Catalana: President (1987 - 1994)
- 1990-1993 Vicepresident primer del Banc Bilbao Biscaia.
- 1994 Accedeix a la presidència de la Corporació Industrial BANESTO.
- 1994 Conseller en Telefónica.
- 1994 Conseller del Banc Santander.
- 1999 És confirmat com a president de Banesto després de la fusió entre el Banc Santander i el Central Hispano.
- Banesto: nomenat President (1993 - 2002) després de la intervenció pel Banc d'Espanya del Banesto de Mario Conde a la fi de 1993.
- Banc Santander: Vicepresident 2º i Conseller Delegat (febrer de 2002 - 2013)
- 2016 Al febrer és nomenat president del Grup Financer BDK que controla el Banque de Dakar amb seu d'operacions a la capital del Senegal.[4] El 8 de març s'anuncia que Sáenz adquireix el 5 % del Grup Financer BDK creat per Alberto Cortina.[5]

### Remuneració com a directiu del Banc Santander
En 2006 i en 2009 va ser el directiu de banca millor pagat d'Espanya, amb uns guanys de 10,2 milions d'euros en 2009.
En 2011, va ser considerat el segon directiu millor pagat de les empreses espanyoles, percebent una retribució per tots els conceptes de 12,7 milions d'euros. En 2012, Alfredo Sáenz, va reduir el seu sou un 29 %, fins a 8,2 milions d'euros.

### Premis i Reconeixements
- En 2006 El ministre d'Indústria, Joan Clos, lliurament a Alfredo Sáenz Abad el premi Gestor 2006, atorgat per la consultora AT Kearney, en la modalitat de millor gestor en entitats financeres.[9]
- És nomenat per primera vegada conseller del Banc Santander, sota la presidència d'Emilio Botin, l'11 de juliol de 1994. És reelegit en les juntes generals de 1995, 1998, 2000, 2003, 2006 i en 2010, malgrat haver estat condemnat penalment per l'Audiència Provincial en aquest any.[10]
- En 2012 Alfredo Sáenz ha estat triat com el segon millor conseller delegat de la banca europea. El títol ha estat atorgat segons l'opinió de 1.470 analistes de 150 empreses que han participat en el rànquing anual de la revista Institutional Investor.[11] Aquest mateix estudi també ho ha situat com el tercer millor d'acord amb la votació dels 825 inversors i gestors de fons de 435 companyies participants en l'estudi.

És membre del Patronat de la Fundació Príncep d'Astúries.
- Durant la seva gestió com a conseller delegat, Banc Santander ha estat nomenat en 2012 'Millor banc del món'.[12] És la tercera vegada que el banc rep aquest reconeixement en els últims set anys.

### Condemna penal
En 2009, va ser condemnat per l'Audiència Provincial de Barcelona a 6 mesos de presó i multa de 9.000 euros per delictes d'acusació i denúncia falsa comesos en 1993 mentre era president de Banesto. El març de 2011, després de 17 anys dels actes comesos, el Tribunal Suprem d'Espanya va rebaixar la pena a tres mesos d'arrest i suspensió de la seva professió de banquer per aquest temps, per un delicte d'acusació falsa. Aquesta condemna en ferma porta aparellada la inscripció del condemnat en el registre de penats i rebels, en comptar amb antecedents penals es perd la qualitat de "honorabilitat" que exigeix el Banc d'Espanya per exercir l'activitat de banquer, havent d'haver-li donat de baixa de la llista d'Alts Càrrecs de Banca.
L'origen del procés es remunta a 1994, quan Sáenz, procedent del BBV va ser nomenat màxim executiu de Banesto, després de la seva intervenció pel Banc d'Espanya. En el seu intent de sanejament, Banesto havia emprès una estratègia agressiva de recuperació de crèdits morosos, en el desenvolupament de la qual va presentar a gratcient una falsa querella per estafa, i Alçament de béns contra els clients i empresaris Pedro Olabarría, Modest González i José Ignacio Romero, als quals el banc reclamava 600 milions de pessetes (3,6 milions d'euros), que van ser empresonats i condemnats per aquests delictes pel jutge Luis Pascual Estevill, qui va dictar la sentència condemnatòria contra els imaginaris creditors, sent en 1996 declarat culpable dels delictes de prevaricació per les detencions il·legals realitzades a iniciativa de la denúncia falsa presentada per Alfredo Sáenz, pel responsable del Banesto a Catalunya, Miguel Ángel Calama Texeira i de l'assessor jurídic extern, Rafael Jiménez de Parga Cabrera.
En la sentència de l'Audiència Provincial de Barcelona de 2009 contra Sáenz, es va establir que aquest, juntament amb els altres condemnats "tenien coneixement que els fets imputats (als empresaris) no eren certs, així com tampoc dels escrits posteriors de l'ampliació de querella" actuant així "amb l'únic propòsit de recuperar uns crèdits, de la forma que anàs, sense cap recança de formular-la contra persones físiques que no devien res".

### Indult
Previ informe favorable del ministeri fiscal, el Govern en funcions, presidit per José Luis Rodríguez Zapatero, i sent Ministre de Justícia Francisco Caamaño Domínguez, en Consell de Ministres i en contra del tribunal sentenciador -el propi Suprem va entendre que no es donaven "raons de justícia i equitat" per a la seva concessió-, va acordar concedir l'indult parcial a Alfredo Sáenz el 25 de novembre de 2011, aquesta decisió «commuta la pena imposada d'arrest major i l'accessòria de suspensió d'exercici professional per la multa màxima prevista en la legislació aplicable al cas», canviant la condemna inicial per una sanció econòmica d'uns 6000 euros. Aquesta dádiva governativa, li pot permetre seguir complint amb els requisits de «honorabilitat» que exigeix el Banc d'Espanya als executius del sector financer a Espanya. No obstant això, al febrer de 2013, el Tribunal Suprem va anul·lar els efectes administratius d'aquest indult, inhabilitant-li per seguir exercint com a directiu del banc. El març de 2013, el banquer espanyol es trobava a costa de la decisió del Banc d'Espanya sobre la seva continuïtat després de les al·legacions del Banc, que defensa que la normativa europea, aprovava per l'Autoritat Bancària Europea (EBA), i que està a punt d'entrar en vigor a Espanya, permetria a Sáenz exercir el seu càrrec amb les condicions actuals sense cap problema.

### Sortida del Santander
A l'abril de 2013, Alfredo Sáenz ha anunciat la seva renúncia voluntària com a vicepresident i conseller delegat del Grup Santander, deixant així mateix de formar part del consell d'administració.
Alfredo Sáenz tenia reconeguts uns compromisos econòmics com a fons de pensions pel seu treball en l'entitat pels quals va cobrar 88,1 milions d'euros, més 11,1 per una assegurança de vida en cas d'invalidesa futura, són 99,2 milions, uns 198.400 bitllets de 500 euros, és el que trigaria a guanyar un espanyol si visqués 3.306,67 anys a raó de 30.000 euros a l'any. Aquesta indemnització representa el 33,67 % dels Fons Propis (303 milions de €) del banc TargoBank a 31 de desembre de 2013.